# Sparklehorse
Sparklehorse byla americká rocková skupina, kterou v roce 1995 založil hudebník Mark Linkous. Sestava skupiny byla velmi proměnlivá, jediným stálým členem byl jen Linkous. První album skupina vydala v srpnu 1995 a neslo název Vivadixiesubmarinetransmissionplot. Následovala alba Good Morning Spider (1998) a It's a Wonderful Life (2001), na kterém hostovali mj. PJ Harvey, Nina Persson nebo Tom Waits. Dalším albem bylo Dreamt for Light Years in the Belly of a Mountain (2006), které spolu s Linkousem produkoval Danger Mouse. Sparklehorse a Danger Mouse později vytvořili projekt Dark Night of the Soul. Na zvukové části tohoto projektu se dále podíleli mj. Suzanne Vega, Iggy Pop, Frank Black, Julian Casablancas, Wayne Coyne, nebo David Lynch. Lynch měl na starosti i vizuální část projektu. Poslední album skupina nahrála spolu s rakouským elektronickým hudebníkem Christianem Fenneszem, jako patnáctou část projektu In the Fishtank nizozemského vydavatelství Konkurrent vydanou roce 2009. Skupina zanikla v roce 2010, poté co Mark Linkous spáchal sebevraždu.